# Épisode des Journées de Septembre 1830 sur la place de l'Hôtel de ville de Bruxelles
Épisode des Journées de septembre 1830 sur la Place de l'Hôtel de Ville de Bruxelles est un tableau du peintre belge Gustave Wappers, achevé en 1835. Il représente le moment où la déclaration d'indépendance belge est lue aux Bruxellois. L'œuvre fait désormais partie de la collection des musées royaux des Beaux-Arts de Belgique à Bruxelles.

## Contexte
En 1830, la révolution est dans l'air dans divers pays europeéns : la Restauration prend fin à Paris lors de la révolution de juillet, tandis que les Journées de septembre chassent les Hollandais de Bruxelles.
Le patriotisme romantique était endémique à cette époque et des images et des peintures qui correspondaient à cet esprit du temps surgissaient partout. Eugène Delacroix peint sa célèbre Liberté guidant le peuple en 1830, dans laquelle, inspiré par Pierre Paul Rubens et Michel-Ange, il veut surtout dépeindre le dynamisme et la tension. Gustave Wappers suit le style de Delacroix, dont il a connu l'œuvre lors de précédents séjours à Paris, et donc indirectement celui de Rubens. Le tableau s'inscrit dans la peinture d'histoire romantique du XIXe siècle.

## Historique
Gustave Wappers est chargé par la ville de Bruxelles en 1832 de représenter la révolution belge. Il achèvera le tableau en 1835.
En septembre 1835, lors des commémorations dites de septembre, le tableau de Wappers est montré au public au musée de Bruxelles. Il est présenté comme le symbole de la nouvelle identité du jeune royaume. Le public et la presse étaient ravis. L'œuvre a été citée dans des discours et des poèmes, et une pièce commémorative représentant la « scène » a été frappée. Bientôt, des lithographies ont également été imprimées au travail, qui se sont retrouvées dans d'innombrables salons.
Après les cérémonies de commémoration en septembre 1835, l'œuvre est accrochée quelque temps à l'église des Augustins, avant de faire le tour de nombreuses expositions dans les villes belges et européennes. À partir de 1877, l'œuvre reçoit sa place définitive aux musées royaux des Beaux-Arts de Bruxelles, où elle est encore visible aujourd'hui.

## Sujet
Au matin du 24 septembre 1830, un comité de direction est installé à Bruxelles qui, après une période de rébellion contre le gouvernement néerlandais, est officiellement autorisé à représenter la nouvelle autorité « belge ». Le soir même suivit l'annonce de ce fait au peuple. Précédée de tambours et toujours dans une confusion totale (les accrochages avec les troupes gouvernementales battaient toujours son plein), l'annonce aux Bruxellois a été lue dans toute la ville, le drapeau tricolore belge étant agité furieusement. C'est au moment de cette annonce que Wappers choisit le sujet de sa peinture, sans prendre la réalité très au sérieux.

## Description

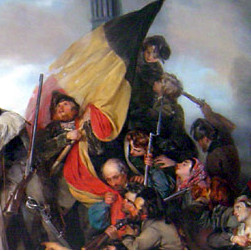
Détail : le drapeau tricolore belge

Dans une couleur rubensienne, Wappers élève l'euphorie de cette période révolutionnaire en un manifeste grandiose et jubilatoire, louant la lutte pour l'indépendance. Son « Épisode » s'installe dans une composition pyramidale autour du pilori de la Grand-Place et se concentre sur la lecture de la déclaration. Une lumière artificielle et des nuages enfumés accentuent le sentiment, la rébellion, l'hypersensibilité et la discorde. Le tableau est couronné par le drapeau belge.
En plus de figurants de tous horizons, Wappers dépeint diverses personnes qui ont marqué la révolution. On y voit le futur ministre de la Guerre le général baron Pierre Emmanuel Félix Chazal, ainsi que certains confrères peintres, comme Henri Leys, François Bossuet ou Eugène Verboeckhoven. De nombreux personnages portent une arme, signe que la lutte est toujours en cours. Gesticulant activement, ils se renversent les uns sur les autres. Deux femmes et un vieil homme pleurent un jeune homme qui a été tué, une autre femme porte un bébé et tente de retenir un volontaire prêt à se battre, un chien se promène dans la foule, bref : c'est un grand remue-ménage. Au milieu de toutes ces figures, Wappers se représente aussi, une lance à l'épaule, en pointant du doigt une boîte sur laquelle sont inscrites ses initiales. Par ce geste, il embrasse la révolution, enregistre sa mémoire pour la postérité et revendique en même temps la paternité de ce tableau monumental.

## Postérité
Le détail du drapeau est reproduit sur une pièce belge de collection de 100 euros en 2005 célébrant le 175e anniversaire de l'indépendance de la Belgique.

### Source bibliographique
- Romantisme en Belgique : Entre réalité, souvenir et désir. Catalogue Musées royaux des Beaux-Arts de Bruxelles, avec des essais de divers auteurs, Racine, 2005, p. 52-63.